# Quebrada Vueltas
Quebrada Vueltas es un barrio ubicado en el municipio de Fajardo en el estado libre asociado de Puerto Rico. En el Censo de 2010 tenía una población de 3.665 habitantes y una densidad poblacional de 227,17 personas por km².

## Geografía
Quebrada Vueltas se encuentra ubicado en las coordenadas 18°18′9″N 65°38′14″O / 18.30250, -65.63722. Según la Oficina del Censo de los Estados Unidos, Quebrada Vueltas tiene una superficie total de 16.13 km², de la cual 14.36 km² corresponden a tierra firme y (11.01%) 1.78 km² es agua.

## Demografía
Según el censo de 2010, había 3.665 personas residiendo en Quebrada Vueltas. La densidad de población era de 227,17 hab./km². De los 3.665 habitantes, Quebrada Vueltas estaba compuesto por el 58.23% blancos, el 19.05% eran afroamericanos, el 0.79% eran amerindios, el 0.16% eran asiáticos, el 19.29% eran de otras razas y el 2.48% pertenecían a dos o más razas. Del total de la población el 99.07% eran hispanos o latinos de cualquier raza.